# Bruckmühl
Bruckmühl este o comună din districtul  Rosenheim, regiunea administrativă Bavaria Superioară, landul Bavaria, Germania. 